# メガサイバー
株式会社メガサイバー（MEGA CYBER Inc.）は、かつて存在した携帯電話用アプリケーション・家庭用ゲームソフトの開発・販売会社。コナミデジタルエンタテインメント・MegaGameSを経て、現在はコナミネットDXなどに統合されている。

## 沿革
主にau・EZアプリ向けのゲームを開発して来たが、2005年10月13日発売のニンテンドーDS用ソフト『Londonian Gothics 〜迷宮のロリィタ〜』でゲーム専用機に進出。当時サードパーティのDSソフトでは珍しかった3Dを採用したソフトだった。2006年にはDS用ソフト『頭を鍛えて遊ぶ対戦矢印パズル パピぃぬベクター1』を発売、また対応ソフト数の少なかったニンテンドーWi-Fiコネクションに対応させた。
2006年10月2日付でコナミが全株式を取得し、コナミの子会社となった後、2007年4月1日に携帯電話コンテンツの開発力強化のためコナミデジタルエンタテインメントに吸収合併
。子会社化後もしばらく会社イメージロゴはそのまま使用されていたが、合併後にそれぞれコナミデジタルエンタテインメントの対応する部門に吸収され、名実ともに消滅した。

## 旧会社概要
- 設立：1991年3月
- 資本金：1000万円
- 所在地：東京都豊島区池袋2-43-1
- 代表者：高橋一也（代表取締役社長）
- 従業員数：35名（2006年8月現在）

## 主な作品

### ニンテンドーDS
- Londonian Gothics 〜迷宮のロリィタ〜
- 頭を鍛えて遊ぶ対戦矢印パズル パピぃぬベクター1（2006年6月29日発売）

### Xbox 360
- Sergenal Sense（仮）

### au・EZアプリ
- Quodora（オンライン対戦ゲーム）
- Planetergener（オンライン対戦ゲーム）
- アウトブリードダービーオンライン（オンライン対戦ゲーム）
- イヌッちバイトでワン
- ヒカルのお宝ハンター
- ジュエルの夜（京香編・早苗編）
- 青い海からCall